# Association des sports et comité national olympique du Vanuatu
L'Association des sports et comité national olympique du Vanuatu (en anglais, Vanuatu Association of Sports and National Olympic Committee, VASANOC) est le comité national olympique du Vanuatu fondé en 1987 à Port-Vila.
Cet organisme sportif comprend :
- le National Olympic Committee of Vanuatu, reconnu en 1987 par le CIO,
- la Commonwealth Games Association of Vanuatu, reconnue par la fédération des Jeux du Commonwealth,
- la Pacific Games Association of Vanuatu, reconnue par le Pacific Games Council,
- l'Association du Vanuatu des comités francophones,
- la National Association of Sports of Vanuatu, reconnue par le gouvernement.

Il est membre de l'ANOC et de l'ORADO.
Fondé comme CNO en mars 1987, lors de la visite de Juan Antonio Samaranch qui visite le Vanuatu et inaugure son CNO. les fédérations fondatrices sont l'athlétisme, la boxe, le basket, le football et le volley-ball, qui étaient alors réunies sous la tutelle du Vanuatu Amateur Sports Federation (VASF). La VASANOC n'existe que depuis 1991, en tant que fusion du CNO de 1987 et de la VASF.